# Our Latin Thing (soundtrack)
Our Latin Thing (Nuestra Cosa) es la primera banda sonora y el tercer álbum de la superorquesta de salsa Fania All-Stars, lanzado como soporte de la película homónima, publicada en 1972. Varias escenas de dicha película, así como la banda sonora que constituyó el álbum, fueron grabados en el centro nocturno Cheetah Club, ubicado en Midtown, Manhattan el 23 de agosto de 1971.